# Hattieville
Hattieville – miasto w Belize, w dystrykcie Belize. Miasto zamieszkuje ponad 1300 osób.